# Велковци (Габровская область)
Велковци (болг. Велковци) — село в Болгарии. Находится в Габровской области, входит в общину Габрово. Население составляет 117 человек.

## Политическая ситуация
В местном кметстве Лесичарка, в состав которого входит село Велковци, должность кмета (старосты) исполняет Веселина Бонева Димова (инициативный комитет) по результатам выборов.
Кмет (мэр) общины Габрово — Томислав Пейков Дончев (Граждане за европейское развитие Болгарии (ГЕРБ)) по результатам выборов в правление общины.